# Society of Automotive Engineers
SAE International (SAE) è un ente di normazione nel campo dell'industria aerospaziale, automobilistica e veicolistica. Ha la sua sede centrale a Troy, nello stato del Michigan (USA).
L'ente si occupa di sviluppare e definire gli standard ingegneristici per veicoli motorizzati di ogni genere, tra cui automobili, autocarri, navi e aeromobili.

## Storia
Nata con il nome di Society of Automobile Engineers (Associazione di Ingegneri dell'Automobile) nel 1905, l'obiettivo originale della società era di promuovere l'uso di regole standard per la nascente industria automobilistica (inizialmente negli Stati Uniti) e di favorire un maggiore scambio di idee ed esperienze, con metodi e strumenti analoghi ad altre società tecniche.
Nonostante gli inizi modesti, con soltanto 30 membri iniziali (Andrew L. Riker ne fu il primo presidente e Henry Ford il primo vicepresidente), la società crebbe velocemente. Il numero di membri era di circa 1800 nel 1916, anno in cui la società decise di espandere il suo campo a tutte le forme di trasporto motorizzato, inclusi aeromobili, navi, macchinari agricoli e altri sistemi di trasporto. Il nuovo termine automotive fu coniato dall'associazione per descrivere tutti i veicoli motorizzati e il nome dell'associazione cambiò in Society of Automotive Engineers.
Dopo la II Guerra Mondiale la SAE stabilì legami con altri enti di normazione e società automotive in tutto il mondo e da allora in poi ha aperto sedi in molti stati, fino a quel momento privi di organizzazioni di quel genere. Un quarto dei membri al giorno d'oggi lavora fuori dagli Stati Uniti.
La SAE ha stabilito norme largamente utilizzati in ogni campo dell'industria automotive e nella refrigerazione; i più noti negli Stati Uniti sono la misura della potenza di un'automobile in cavalli vapore (SAE Net Horsepower), utilizzata negli USA dai primi anni 1970, e i suoi standard di classificazione per i carburanti.
L'ampio uso che fa la SAE dei DRM per vincolare l'accesso alla versione online del proprio database di documenti tecnici ha provocato controversie, portando il MIT a cancellare la propria iscrizione nel 2007